# Прокоп Дівіш
Прокоп Дівіш (чеськ. Prokop Diviš), (справжнє ім'я — Вацлав Дівішек) (26 березня 1698, Гелвіковіце поблизу міста Жамберк, Богемія — 21 грудня 1765, Зноймо) — чеський священик, доктор теології, учений-експериментатор, натураліст, музикант, винахідник, який сконструював блискавичник.

## Життєпис
Народився 26 березня 1698 року у невеликій садибі на околиці Жамберка в небагатій родині Ганни та Яна Дівішека, прожив тут зі своєю родиною до 1714 року. Коли батько помер, маленьке господарство перейняв його старший брат Ян. Навчався в церковній латинській школі в південно-чеському місті Зноймо. У 1720 р він вступив в католицький чернечий орден в Лоук біля Зноймо, де отримав нове ім'я Прокоп. У 1726 році Прокоп Дівіш був висвячений в сан священика. У премонстратській школі Дівіш продовжував вивчати філософію і теологію, яку там же згодом сам викладав. У 1773 році він отримав звання доктора теології. З 1736 року служив парафіяльним священиком, пресвітером, а потім пріором в с. Пршімнетіце.

## Наукова діяльність
Прокоп Дівіш у вільний від служби час займався природничими науками. Основну увагу приділяв дослідам з електричними явищами, вивчав вплив електрики на рослини і можливості використання в медичній практиці. За допомогою електроенергії він намагався лікувати ревматизм і параліч.
Прокоп Дівіш був ознайомлений з роботами свого попередника, Бенджаміна Франкліна. Підтримував зв'язки з європейськими вченими.
Вчений проводив експерименти зі статичною електрикою. Дівіш мав намір створити машину, яка сама буде активно відкачувати електричну енергію з хмар. У ході досліджень він створив перший у світі заземлений громовідвід. Апарат висотою в 42 метрів складався з більш ніж 400 заземлених залізних шпилів.
Захоплюючись музикою, він намагався поєднати науку і музику. В ході експериментів винайшов особливий механізм, що нагадує сучасний електричний струнний музичний інструмент, у якого було 14 клавіатур. Винахідник назвав інструмент назвав «Золотий Дивиш» — ним можна було імітувати звук низки найрізноманітніших музичних інструментів, і навіть людський голос. Інструмент — аналог сучасного синтезатора.[джерело?]
Прокоп Дивиш — автор двох книг. В одній записав подробиці створення і дії громовідводу, а друга- «Чари природи» — присвячена медицині.